# Фуджі (сорт яблуні)
Сорт яблук Фуджі — сорт яблуні, вперше отриманий на японській дослідницької станції Тохоку (селище Фудзісакі, повіт Мінаміцугару префектури Аоморі) в кінці 1930-х років і виведений на ринок в 1962 році. Він був отриманий схрещуванням двох американських сортів яблук — Ред Делішес і віргінского Рале Жанет (іноді званого також «Rawls Jennet»). Згідно Яблучної Асоціації США, Фуджі є один з п'ятнадцяти найпопулярніших сортів яблуні в Сполучених Штатах. Його назва походить від першої частини селища, на дослідній станції якого вона була отримана.

## Огляд
Яблука Фуджі зазвичай круглі і варіюють за розмірами від великих до дуже великих, в середньому 75 мм в діаметрі. Вони містять від 9 до 11 % цукру за вагою і мають щільну м'якіть, яка на смак солодша і хрумкіша в порівнянні з багатьма іншими сортами яблук, що робить їх популярними серед споживачів у всьому світі. Яблука Фуджі також мають дуже тривалий термін зберігання в порівнянні з іншими яблуками, причому навіть без охолодження. При охолодженні яблука сорту Фуджі можуть залишатися свіжими до одного року.
В Японії яблука Фуджі продовжують залишатися неперевершеним хітом продажів. Японські споживачі вважають за краще яблука Фуджі за хрустку текстуру і солодкість (що дещо нагадує їм про улюблену «китайської груші»), майже ігноруючи яблука інших сортів. Особливістю японського ринку яблук залишається гранично низький рівень імпорту. Префектура Аоморі, мала батьківщина сорту Фуджі, є найвідомішим районом вирощування яблук в Японії. З приблизно 900 000 тонн японських яблук, вироблених щорічно, на частку Аоморі випадає 500 000 тонн.
За межами Японії популярність яблук Фуджі продовжує зростати. У сезоні 2016/2017 років на яблука Фуджі доводилося майже 70 % вирощуваних в Китаї 43 млн тонн. Починаючи з часу їх появи на ринку США в 1980-х роках, яблука Фуджі завоювали популярність у американських споживачів — в 2016 році яблука Фуджі зайняли 3-е місце в списку найбажаніших яблучних сортів (дані Яблучної асоціації США), поступаючись по кількості споживання тільки плодам сортів Голден делішес і Гала (яблука). Яблука Фуджі вирощуються в традиційних «яблучних» штатах, таких як Вашингтон, Мічиган, Нью-Йорк і Каліфорнія. Штат Вашингтон, де вирощується понад половини врожаю яблук Америки, щорічно поставляє на ринок близько 135 000 тон яблук Фуджі.

## Мутантні сорти
Багато мутантних видів яблук Фуджі (мутантні сорти) були визнані і розмножені в США. На додаток до тих, які залишилися незапатентованими, до серпня 2008 року двадцять отримали американські патенти.
Незапатентовані мутантні сорти Фуджі включають:
- BC 2
- Фуджі десертний рожевий
- Нагафу 2
- Нагафу 6
- Нагафу 12
- Redsport Type 1
- Redsport Type 2